# Wasaga Beach
Wasaga Beach är en ort i Kanada.   Den ligger i provinsen Ontario, i den sydöstra delen av landet, 400 km väster om huvudstaden Ottawa. Wasaga Beach ligger 188 meter över havet och antalet invånare är 7 567.
Terrängen runt Wasaga Beach är platt, och sluttar västerut. Närmaste större samhälle är Collingwood, 16,3 km väster om Wasaga Beach. 
Omgivningarna runt Wasaga Beach är en mosaik av jordbruksmark och naturlig växtlighet. Runt Wasaga Beach är det ganska glesbefolkat, med 34 invånare per kvadratkilometer.